# 杰顿珠宗遗址
杰顿珠宗遗址位于西藏自治区山南市洛扎县边巴乡杰麦村西南侧悬崖上，海拔3300米，占地面积1130平方米，2007被西藏自治区人民政府列为第四批自治区级文物保护单位；2019年，被列为中国全国重点文物保护单位。